# Graniczna Placówka Kontrolna Międzylesie
Graniczna Placówka Kontrolna Międzylesie – nieistniejący obecnie pododdział Wojsk Ochrony Pogranicza wykonujący kontrolę graniczną osób, towarów i środków transportu bezpośrednio w przejściach granicznych na granicy z Czechosłowacją.
Graniczna Placówka Kontrolna Straży Granicznej w Międzylesiu – nieistniejąca obecnie graniczna jednostka organizacyjna Straży Granicznej wykonująca kontrolę graniczną osób, towarów i środków transportu w przejściach granicznych na granicy z Czechosłowacją//Republiką Czeską.

## Formowanie i zmiany organizacyjne
W październiku 1945 Naczelny Dowódca WP nakazywał sformować na granicy państwowej 51 przejściowych punktów kontrolnych.
Graniczna Placówka Kontrolna Międzylesie powstała w 1945 jako Drogowy Przejściowy Punkt Kontrolny Międzylesie (PPK Międzylesie) – III kategorii o etacie nr 8/12 . Obsada PPK składała się z 10 żołnierzy i 1 pracownika cywilnego, w strukturach 11 Oddziału Ochrony Pogranicza .
W 1946 przeformowania została na drogowy PPK Międzylesie – kategorii C o etacie 7/12. W 1947 przeformowana na etat 7/33 kat. C. Następnie przeformowana na etat 7/54 kategorii D i przemianowana na Graniczną Placówkę Kontrolną Ochrony Pogranicza Międzylesie.
W 1948 Graniczna Placówka Kontrolna nr 53 „Międzylesie” (drogowa) i nr 54 „Międzylesie” (kolejowa) była w strukturach 23 Brygady Ochrony Pogranicza. W 1948 pododdział przekazany został do Ministerstwa Bezpieczeństwa Publicznego. W 1950 została rozformowana.
W czerwcu 1950 przekształcono 23 Brygadę Ochrony Pogranicza i Graniczna Placówka Kontrolna Międzylesie weszła w struktury 5 Brygady Wojsk Ochrony Pogranicza .
W latach 1965–1971 graniczne placówki kontrolne podporządkowane były Komendom wojewódzkim Milicji Obywatelskiej.
1 lipca 1965 WOP podporządkowano Ministerstwu Obrony Narodowej, Dowództwo WOP przeformowano na Szefostwo WOP z podległością Głównemu Inspektoratowi Obrony Terytorialnej. Do Ministerstwa Spraw Wewnętrznych odeszła cała kontrola ruchu granicznego oraz ochrona GPK. Tym samym naruszono jednolity system ochrony granicy państwowej. GPK Międzylesie weszła w podporządkowanie Wydziału Kontroli Ruchu Granicznego Komendy wojewódzkiej Milicji Obywatelskiej, kontrolę graniczną wykonywali funkcjonariusze Milicji Obywatelskiej podlegli MSW.
1 października 1971 WOP został podporządkowany pod względem operacyjnym, a od 1 stycznia 1972 pod względem gospodarczym MSW. Do WOP powrócił cały pion kontroli ruchu granicznego wraz z przejściami granicznymi. Przywrócono jednolity system ochrony granicy państwowej. GPK Międzylesie podlegała bezpośrednio pod sztab Sudeckiej Brygady WOP w Kłodzku.
W lipcu 1989, po rozformowaniu Sudeckiej Brygady WOP, GPK Międzylesie weszła w struktury nowo utworzonego sudeckiego batalionu WOP w Kłodzku i tak funkcjonowała do 15 maja 1991 .
Straż Graniczna:
Po rozwiązaniu 15 maja 1991 Wojsk Ochrony Pogranicza, 16 maja 1991 ochronę granicy państwowej przejęła nowo sformowana Straż Graniczna. Graniczna Placówka Kontrolna w Międzylesiu weszła w struktury Sudeckiego Oddziału Straży Granicznej w Kłodzku i przyjęła nazwę Graniczna Placówka Kontrolna Straży Granicznej kat. II w Międzylesiu (GPK SG w Międzylesiu).
W 2000 rozpoczęła się reorganizacja struktur Straży Granicznej związana z przygotowaniem Polski do wstąpienia do Unii Europejskiej i przystąpieniem do Traktatu z Schengen. Podczas restrukturyzacji wprowadzono kompleksową ochronę granicy już na najniższym szczeblu organizacyjnym tj. strażnica i graniczna placówka kontrolna. Wprowadzona całościowa ochrona granicy zniosła podział na graniczne jednostki organizacyjne ochraniające tylko tzw. „zieloną granicę” i prowadzące tylko kontrole ruchu granicznego. W wyniku tego, w 2003 nastąpiło zniesienie strażnic SG w Lesicy i Boboszowie, a ochraniany odcinek przejęła Graniczna Placówka Kontrolna SG w Międzylesiu .
Jako Graniczna Placówka Kontrolna Straży Granicznej w Międzylesiu funkcjonowała do 23 sierpnia 2005 i 24 sierpnia 2005 Ustawą z 22 kwietnia 2005 O zmianie ustawy o Straży Granicznej... przekształcona została na Placówkę Straży Granicznej w Międzylesiu (PSG w Międzylesiu).

## Ochrona granicy

### Podległe przejścia graniczne
Stan z 15 maja 1991
- Międzylesie-Lichkov
- Boboszów-Dolní Lipka.

## Dowódcy/komendanci granicznej placówki kontrolnej
- por. Władysław Jachec (był w 1950)

Tadeusz Jarmoliński wymienia następujących dowódców GPK:
- kpt. Stanisław Wiśniewski
- kpt. Edward Moroz
- mjr Jan Matusiak
- ppłk Józef Mydłowski
- ppłk Eugeniusz Kornaś.